# Stormæhren
Stormæhren var et vestslavisk rige i Centraleuropa som eksisterede fra år 833 til begyndelsen af 900-tallet. Stormähren inkluderede foruden nutidens Mähren også Böhmen, Slovakiet og Ungarn.
Stormähren blev grundlagt af Mojmir 1. (som også kristnede landet) år 833. Stormæhren nåede sin største udstrækning under Svatopluk I men blev svækket af borgerkrig for siden at falde for ungarske angreb i begyndelsen af 900-tallet.
Stormæhrens kulturelle arv findes bevaret endnu i dag. Det var i Stormæhren, at det glagolitiske alfabet først blev anvendt i større udstrækning, selv om det ikke fik nogen dybere historisk betydning, da landet snart gik over til det latinske alfabet. Stormæhren fik også betydning for tjekkernes og slovakkernes frihedsstræben i 1800-tallet.
- Wikimedia Commons har flere filer relateret til Stormæhren

| Historie | Spire Denne historieartikel er en spire som bør udbygges. Du er velkommen til at hjælpe Wikipedia ved at udvide den. |

49°36′12″N 18°09′10″Ø / 49.60340269°N 18.15281961°Ø